# Michał Lucjan Lewandowski

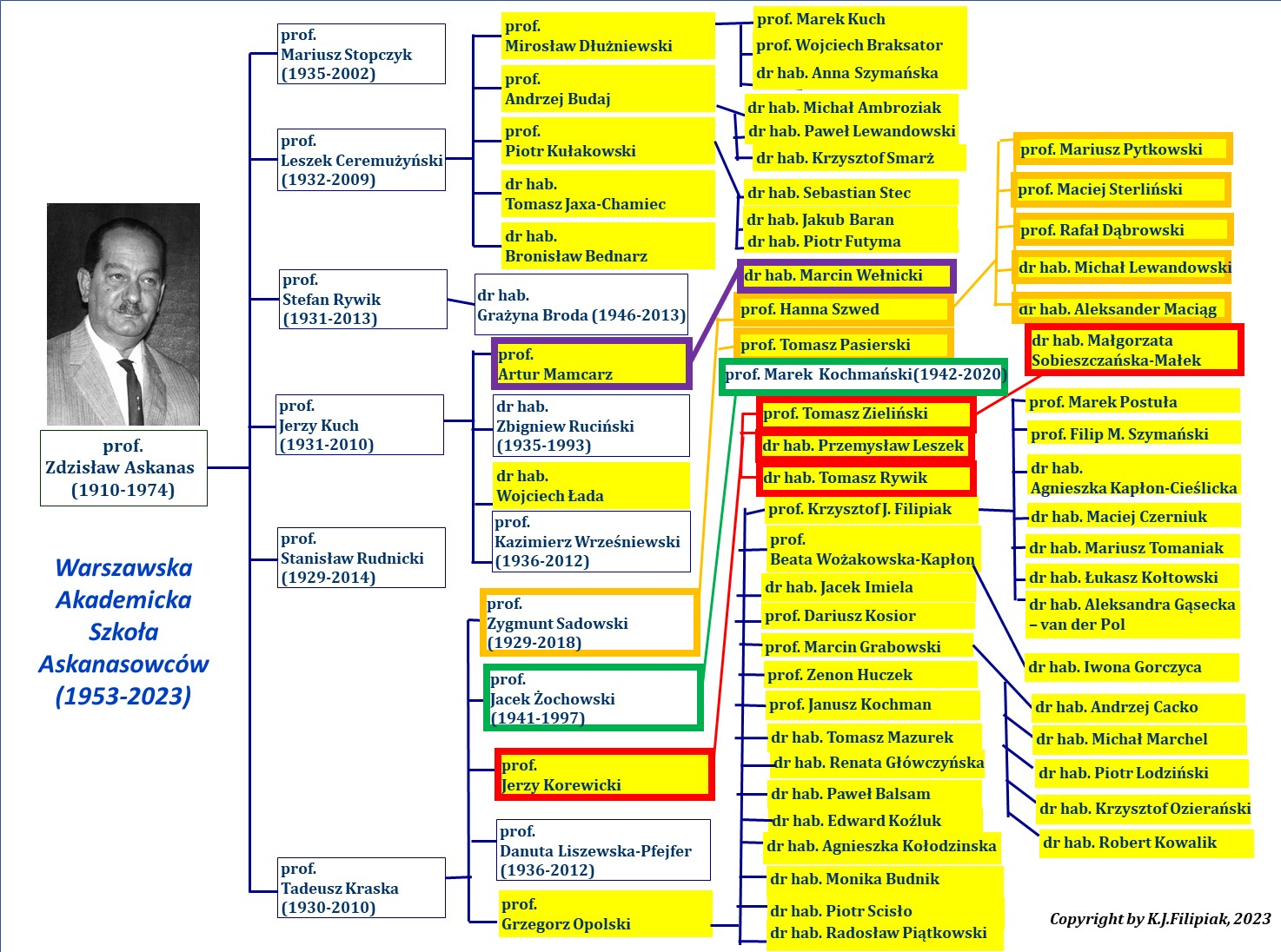
Drzewo genealogiczne przedstawicieli Warszawskiej Akademickiej Szkoły Kardiologii wywodzącej się od prof. Zdzisława Askanasa, do którego należy dr hab. Michał Lewandowski

Michał Lucjan Lewandowski – polski kardiolog, dr hab. nauk medycznych, adiunkt Narodowego Instytutu Kardiologii Stefana kardynała Wyszyńskiego – Państwowego Instytutu Badawczego.

## Życiorys
W 1989 ukończył studia medyczne w Akademii Medycznej w Warszawie, 7 listopada 2000 obronił pracę doktorską Ocena prawdopodobieństwa stabilnej choroby wieńcowej przy zastosowaniu różnych metod diagnostyki nieinwazyjnej, 24 czerwca 2014 habilitował się na podstawie pracy zatytułowanej Nowe formy analizy rytmu serca metodą logiki rozmytej w celu ograniczenia liczby nieadekwatnych interwencji oraz ocena zmienności odstępów RR w identyfikacji mechanizmów prowadzących do zatrzymania krążenia u chorych z implantowanym kardiowerterem-defibrylatorem.
Piastuje funkcję adiunkta w Narodowym Instytucie Kardiologii Stefana kardynała Wyszyńskiego  – Państwowego Instytutu Badawczego.